# 王佐圣
王佐圣（16世纪—1640年代？），字克重，长洲县人，明朝末年政治人物，遵义县知县。抵抗当地土蛮的反叛，战杀。

## 生平
原名王仲聖。万历四十年（1612年）中举，被授与教谕。崇祯十四年（1641年），调任遵义县知县，刚上任一个月，就便览当地山川形势，建立了新城，用来扼守当地土蛮。不久，数万土蛮造反，大举攻城，王佐圣命令严加守卫，并且分兵截断敌人的归路，但是援兵不来，孤军奋战，最后城池被攻破。他就用宝剑杀敌，最后力气用完被敌人杀死。